# 報歲蘭
，为蘭科蕙蘭屬下的一个种。

## 扩展阅读
- 維基物種上的相關：報歲蘭